# Блаженков, Валерий Валентинович
Вале́рий Валенти́нович Блаженко́в (род. 15 марта 1949, Мелитополь, Запорожская область, Украина) — российский физик, доктор технических наук.

## Биография
Валерий Валентинович Блаженков родился 15 марта 1949 года в Мелитополе, в семье инженера Блаженкова Валентина Терентьевича и учительницы Блаженковой Таисии Захаровны.
Семья — жена Блаженкова (Телегина) Светлана Ивановна, дочери Олеся и Дарья.

После окончания в 1966 году с золотой медалью мелитопольской средней школы № 24, поступил на физический факультет Киевского государственного университета им. Т. Г. Шевченко, окончил в 1971 году по специальности ядерная физика.

С 1971 по 1983 годы — научный сотрудник лаборатории элементарных частиц Физического Института АН СССР им. Лебедева.

В 1981 году защитил диссертацию кандидата физико-математических наук «Исследование непрерывного рентгеновского излучения пикосекундной лазерной плазмы с помощью многоканальной автоматизированной установки Архивная копия от 3 июня 2020 на Wayback Machine».

С 1983 по 2005 годы — заведующий научно-исследовательский лабораторией кафедры низких температур Московского Энергетического Института.

В 1992 году защитил диссертацию доктора технических наук «Тепло- и электрофизические основы генерации и транспорта потоков монодисперсных макрочастиц Архивная копия от 3 июня 2020 на Wayback Machine».

С 2006 по 2014 годы работал в должности главного энергетика, руководителя подразделения Технического департамента компании АО «Трансмашхолдинг» г. Москва. Занимался вопросами создания и внедрения суперконденсаторных накопителей энергии на транспорте.

С 2019 г. по настоящее время В. В. Блаженков — научный руководитель проекта создания поезда метро с бортовым суперконденсаторным накопителем энергии на Рижском электромашиностроительном заводе, Рига, Латвия.

## Научная деятельность
К основным областям научных интересов В. В. Блаженкова относятся: ядерная физика, физика высоких энергий, физика плазмы, ядерная электроника, лазерный термоядерный синтез, квантовая радиофизика, технология получения и транспорта монодисперсного вещества, энергетика.

Важнейшие его труды посвящены исследованию рентгеновского излучения и надтепловых электронов высокотемпературной лазерной плазмы с целью создания энергетических лазерных установок термоядерного синтеза, изучению первичной ионизации благородных газов для проектирования детекторов элементарных частиц, генерации сверхкоротких импульсов лазерного излучения в низкотемпературных активных средах, применению ядерной электроники и компьютеров в физических экспериментах, исследованию гидродинамических, электрофизических и теплофизических аспектов генерации и транспорта потоков монодисперсных частиц и созданию на этой основе технологии получения монодисперсных гранул различных веществ.

Автор и соавтор более 100 печатных научных работ (включая 3 монографии) и 9 изобретений.

## Награды и премии
Лауреат Государственной премии Российской Федерации (1993) — за комплекс научно-технических работ по энергофизическим основам получения и применения монодисперсных систем Архивная копия от 30 января 2021 на Wayback Machine.

## Публикации

### Отдельные издания
- Blazhenkov V. V., Varnavskiy O. B., Kirkin A. N., Leontovich A. M., Mozharovskiy A. N. Ultrashort pulse generation and amplification in low temperature active media. — New York, NOVA Science Publishers, Inc., 1989 — 82 c. — ISBN 0-941743-24-1.
- Blazhenkov V. V., Kirkin A. N., Leontovich A. M., Mozharovskiy A. N. Investigation of Plasma Produced by Ultrashort Light Pulses — New York, NOVA Science Publishers, Inc., 1989—129 c. — ISBN 0-941743-24-1.
- Аметистов Е. В., Блаженков В. В., Городов А. К., Дмитриев А. С., Клименко А. В. Монодиспергирование вещества: принципы и применение. — М.: Энергоатомиздат, 1991. — 330 с. — ISBN 5-283-03038-5.

### Избранные статьи
- Андреев Е. А., Блаженков В. В., Ситько С. П., Шевченко В. А. Прецизионное мониторирование нейтронов из TD- и DD — реакций. Москва, Приборы и техника эксперимента, 1972, том 1, C. 72 — 74.
- Asoskov V. S., Blazhenkov V. V., Grishin V. M., Kotenko L. P., Merzon G. I., Pervov L. S. Using a low-pressure spark chamber to measure primary ionization in gases. — Geneva, 1975, CERN Trans. 75 — 4.
- Асосков В. С., Блаженков В. В., Гришин В. М., Котенко Л. П., Мерзон Г. И., Первов Л. С. Первичная ионизация благородных газов под действием релятивистских электронов. — Москва, Журнал экспериментальной и теоретической физики, 1977, том 73, вып. 1(7). C. 146—156.
- Асосков В. С., Блаженков В. В., Гришин В. М., Ермилова В. К., Котенко Л. П., Мерзон Г. И., Первов Л. С. Релятивистское возрастание первичной ионизации в благородных газах. — Москва, Журнал экспериментальной и теоретической физики, 1979, том 76, вып. 4. C. 1274—1280.
- Блаженков В. В., Киркин А. Н., Леонтович А. М., Можаровский А. М., Чузо А. Н. Измерение длительности пикосекундных лазерных импульсов при помощи скоростного оптического анализатора с эшелеттом. — Ленинград, Письма в журнал технической физики, 1978, том. 4, вып. 16. C. 945—947.
- Блаженков В. В., Киркин А .Н., Котенко Л. П., Леонтович А. М., Мерзон Г. И., Можаровский А. М., Чузо А. Н. Непрерывное рентгеновское излучение плазмы, создаваемой рубиновым лазером пикосекундной длительности. — Москва, Письма в журнал экспериментальной и теоретической физики, 1979 г., том 29, вып. 6. C. 348—350.
- Блаженков В. В., Киркин А. Н., Котенко Л. П., Леонтович А. М., Мерзон Г. И., Можаровский А. М., Черняков А. Л., Чузо А. Н. Рентгеновское излучение плазмы, создаваемой пикосекундными импульсами рубинового лазера. — Москва, Журнал экспериментальной и теоретической физики, 1980, том 78, вып. 4. C. 1386—1395.
- Blazhenkov V. V., Kirkin A. N., Kononov A. V. et.al. Evidence of suprathermal electron fluxes in laser-produced plasma from the polarization and anisotropy of X-ray bremsstrahlung emission. — Optics Communs, 1980, vol. 34, no. 2. P. 231—234.
- Blazhenkov V. V., Kirkin A. N., Kotenko L. P. et.al. X-ray emission from plasma produced by a picosecond ruby laser. — Phys. Lett. A, 1980, vol. 78. P. 347—349.
- Блаженков В. В., Захаров С. Д., Киркин А. Н. и др. Поляризация непрерывного рентгеновского излучения пикосекундной лазерной плазмы. — Москва, Письма в Журнал экспериментальной и теоретической физики, 1980, том 31, вып. 6. C. 352—355.
- Блаженков В. В., Киркин А. Н., Кононов А. В., Костиков С. М., Леонтович А. М., Можаровский А. М. Измерение спектров непрерывного рентгеновского излучения лазерной плазмы методом К-фильтров. — Ленинград, Письма в журнал технической физики, 1980, том 6, вып. 15, C. 947—950.
- Блаженков В. В., Киркин А. Н., Кононов А. В., Котенко Л. П., Леонтович А. М., Мерзон Г. И., Можаровский А. М. Поглощение и рассеяние излучения плазмой, создаваемой пикосекундными импульсами рубинового лазера. — Москва, Журнал экспериментальной и теоретической физики, 1981, том 80, вып. 1, C. 144—160.
- Блаженков В. В., Киркин А. Н., Кононов А. В., Леонтович А. М., Мирзоян Р. Г., Можаровский А. М. Влияние предимпульса на выход рентгеновского излучения лазерной плазмы. — Ленинград, Письма в журнал технической физики, 1980, том 6, вып. 16, C. 975—979.
- Блаженков В. В., Котенко Л .Н., Мерзон Г. И., Чузо А. Н. Автоматизированная установка для изучения непрерывного рентгеновского излучения лазерной плазмы. — Москва, Труды ФИАН, 1983, том. 135, C. 68 — 76.
- Блаженков В. В., Котенко Л. Н., Мерзон Г. И., Чузо А. Н. Автоматизация оптических измерений с помощью оптических многоканальных анализаторов. — Москва, Труды ФИАН, 1983, том. 135, C. 63 — 67.
- Блаженков В. В., Варнавский О. П.,Киркин А. Н., Леонтович А. М., Лидский В. В., Мирзоян Р. Г., Можаровский А. М. Диагностика лазерной плазмы в оптическом и рентгеновском диапазонах с помощью линейного приемника изображений. — Москва, Квантовая электроника, 1985, том 12, № 4, C. 793—797.
- Блаженков В. В., Власенко В. В., Пеньков Ф. М., Щеглов С. И. Возможность исследования профиля скоростей тонких потоков методами корреляционной спектроскопии. — Новосибирск, Журнал прикладной механики и технической физики, 1987, том 2, C. 24 — 26.
- Блаженков В. В., Гиневский А. Ф., Гунбин В. Ф. и др. Исследование монодисперсного распада жидких струй. — Минск, Инженерно-физический журнал, 1988, том 55, № 3, C. 413—418.
- Блаженков В. В., Гиневский А. Ф., Гунбин В. Ф., Дмитриев А. С. О вынужденном капиллярном распаде струй жидкости. — Москва, Известия Академии наук СССР, Механика жидкости и газа, 1988, № 2, C.53 — 61.
- Блаженков В. В., Гиневский А. Ф., Григорьев В. А., Дмитриев А. С. О генерации упорядоченных потоков монодисперсных капель методом вынужденного капиллярного распада струй. — Москва, Доклады Академии Наук СССР, 1990, Том 313, № 6, C. 1412—1417.
- Ankudinov V. B., Blazhenkov V. V., Dmitriev A. S., Maruhin Yu. A. The production of high-monodispersed metal aerosol and investigation of its properties. — J. Aerosol Sci. vol. 22, 1991, Suppl. 1, P. 125—128.
- Блаженков В. В., Клименко А. В., Лин Д. С. Использование флуоресцирующих растворов для температурной диагностики монодисперсных макрочастиц. — Минск, Инженерно-физический журнал, 1991, том. 60, C. 599—603.
- Блаженков В. В., Гиневский А. Ф., Гунбин В. Ф., Дмитриев А. С, Щеглов С. И. Нелинейная эволюция волн при вынужденном капиллярном распаде струй. — Москва, Известия Академии Наук, Механика жидкости и газа, 1993, № 3, C. 54 — 60.

## Изобретения
- Аметистов Е. В., Блаженков В. В., Клименко А. В., Мотин А. И., Гунбин В. Ф., Мытко И. З. — Устройство для дозирования жидкостей. Шаблон:Авторское свидетельство СССР
- Блаженков В. В., Гунбин В. Ф., Мотин А. И. — Генератор капель. Шаблон:Авторское свидетельство СССР
- Блаженков В. В., Клименко А. В., Колосов М. Ю., Мотин А. И. — Способ гранулирования веществ. Шаблон:Авторское свидетельство СССР
- Блаженков В. В., Гунбин В. Ф., Дмитриев А. С., Мотин А. И., Чащихин Д. Б. — Устройство для управляемой коагуляции монодисперсных частиц в потоке. Шаблон:Авторское свидетельство СССР
- Блаженков В. В., Григорьева Л. Д., Макальский Л. М., Мотин А. И. — Способ получения заряженного каплеструйного потока. Шаблон:Авторское свидетельство СССР
- Аметистов Е. В., Анкудинов В. Б, Блаженков В. В., Даньшин В. В. — Способ получения сферических гранул. Шаблон:Авторское свидетельство СССР
- Анкудинов В. Б., Блаженков В. В. — Способ получения сферических гранул из металлического расплава. Шаблон:Авторское свидетельство СССР
- Аметистов Е. В., Клименко А. В., Блаженков В. В., … — Установка для получения гранул. Шаблон:Авторское свидетельство СССР
- Аметистов Е. В., Анкудинов В. Б., Блаженков В. В., Григорьев В. А., Доброхотов А. Е., Устюжанин Е. Е. — Способ изготовления композиционного материала. Патент на изобретение № RU 2016012 C1 от 15.07.1994